# 루벤 그라시아
루벤 그라시아 칼마체 (Rubén Gracia Calmache, Cani, 1981년 8월 3일, 스페인 아라곤 지방 사라고사 ~) 혹은 카니(Cani) 라고 불리는 스페인의 전 축구 선수이다.

## 선수 경력
고향인 사라고사에서 선수 생활을 시작한 카니는, 선수 생활 초기에 우테보 FC (Utebo FC, 스페인 4부 리그 소속), 레알 사라고사 B (세군다 디비시온 B, 스페인 3부 리그)에서 실력을 쌓았다. 프리메라리가 2002-03 시즌부터 레알 사라고사의 주전으로 자리 잡기 시작했으며, 팀의 2003-04, 2005-06 시즌 코파 델 레이 우승, 2004년 수페르코파 데 에스파냐 우승에 기여하였다.
사라고사에서 맹활약을 펼친 카니는 2006년, 이적료 1100만 유로, 5년 계약 조건에 비야레알 CF로 이적하였다.2006-07 시즌 35경기에 출장해 3골 5도움을 기록했으며, 2007-08 시즌에는 32경기에 출전했지만, 데뷔 시즌은 2001-02 시즌 이래 처음으로 무득점으로 시즌을 끝냈다. 2008-09 시즌에는 22경기에 출전해 6골을 기록했으며, 리그 36번째 경기 레알 마드리드 CF 전 이후 3경기 연속 골을 넣어 팀의 UEFA 유로파 리그 출전권 획득에 공헌하였다.